# ING Group
Banka ING, původně Internationale Nederlanden Groep, je českou pobočkou stejnojmenné finanční skupiny s mateřským sídlem v Nizozemském království. Na tuzemský trh vstoupila v roce 1992, kde v současnosti poskytuje bankovní služby pouze korporacím. Dříve společnost nabízela a poskytovala v České republice i služby osobního bankovnictví, od roku 2021 funguje pouze pro korporace a firmy, služby osobního bankovnictví jako byl spořicí účet ING nejsou v České republice již dostupné. Příznačně zbarvený lev v logu ING odkazuje na „oranžský“ původ finanční instituce. Banka sídlí v Praze v nákupně-administrativním centru Harfa

## Historie

### Počátky vzniku ING
Současné struktuře mezinárodní skupiny ING předcházely na přelomu 80. a 90. let dvě zásadní fúze. První proběhla krátce po zrušení tamějších právních omezení týkajících se afilací mezi nizozemskými pojišťovnami a bankovními institucemi, a to sloučením holandské poštovní spořitelny Postbank N.V. (zal. v r. 1881 původně jako RijksPostSpaarbank) s finanční organizací Nederlandsche Middenstands Bank (zal. 1927). Nově vzniklá entita NMB Postbank Groep (zal. 1989) se tak stala jednou z předních domácích bank v Nizozemském království. Poté, prostřednictvím dodatečné afilace s největší pojišťovnou Nationale-Nederlanden (zal. 1963), došlo ke zrodu dnešní obdoby skupiny ING, respektive Internationale Nederlanden Group.
Nicméně zásluhou dlouholeté historie svých "předků", počátky skutečného vzniku skupiny tak podle některých zdrojů sahají až do 40. let 19. století, kdy vznikla vůbec první holandská pojišťovna disponující vlastní sítí mezinárodních poboček, přesněji De Nederlanden van 1845 (zal. 1845). Takzvaná "pramáti ING z druhého kolene" se totiž na principu fúzijní tradice smíšené korporace v roce 1963 "provdala" za banku Nationale Levensverzekering Bank (zal. 1863) neboli "otce" pojišťovny Nationale-Nederlanden.
Jiné rešerše ING nacházejí historické souvislosti o původu své skupiny už v půlce 18. století. Dle některých z nich byl jejím nejstarším právním předchůdcem regionální fond Kooger Doodenbos (zal. 1743) v holandském severním městečku Koog aan de Zaan, který jako mnoho jiných tehdy poskytoval finanční formu zajištění pro vdovy, siroty, vyčerpané nemocí či lidi z jiných komunit. Tyto organizace postupně převzaly celonárodní instituce, mj. i banka Nationale Levensverzekering Bank, která hrála významnou roli v raném vývoji stávající korporace.

### Počátky ING v České republice
Skupina ING vstoupila poprvé na český trh v roce 1992 s organizační složkou ING Životní pojišťovna N.V., pobočka pro Českou republiku. Následovala akciové společnosti ING Penzijní společnost, a.s. (zal. 1995) a ING pojišťovna a.s. (zal. 1998), která provozovala integrovaná pojistná odvětví životních, penzijních a soukromých zdravotních pojištění. Divizi korporátního bankovnictví řídila entita ING Bank N.V. (zal. 1993). V roce 2001 se otevřelo centrum Zlatý Anděl na pražském Smíchově - první budova v rámci tzv. Nového Anděla, který učinil z této části Prahy důležité centrum jak kulturní, tak nákupní i administrativní. Stavbu financovala skupina ING a rovněž zde ING sídlilo.
V roce 2001 představila banka ING svůj první produkt pro fyzické osoby, spořicí účet ING Konto, a zároveň tím založila kategorii spořicích účtů na českém trhu. V roce 2014 ING Group prodala svou pojišťovací část, která nyní působí na trhu samostatně pod značkou NN. Banka v tomto roce rovněž opouští své sídlo na Andělu a stěhuje se do nových prostor v budově Harfa Office Park v Praze 9 – Vysočanech, kde sídlí dodnes.

## ING skupina v ČR
Organizační složka ING Bank N.V. (zkr. INGB) nabyla právní postavení 30. března 1993 pod identitou Internationale Nederlanden Bank N.V. V roce 2011 nabídla na českém trhu jako první banka spořicí účet ING Konto, který patří dodnes mezi přední spořicí účty na trhu. Její retailovou nabídku dále tvoří ING podílové fondy a podílové fondy partnerských institucí. Aktivity korporátního bankovnictví zahrnují mimo jiné správu platebního styku, řízení hotovosti, úvěrové financování či správu a úschovu cenných papírů. ING je členem dobrovolného sdružení právnických osob podnikajících v peněžnictví České bankovní asociace a signatářem Charty diversity.V roce 2018 dosáhla její aktiva hodnotu přesahující 210 miliard korun.

### Zaniklé subjekty

#### ING Lease
ING Lease (C.R.), s.r.o. (zal. 1997), donedávna leasingová divize ING provozující činnost v komerčním zájmu finančního a operačního leasingu, v květnu letošního[kdy?] roku ukončila poskytování těchto služeb v ČR i na Slovensku. Jako důvody uvedla společnost změny ve své nadcházející obchodní strategii.

#### ING Facilities
- ING Penzijní společnost
- ING Investment Management
- ING Real Estate Development
- ING Pojišťovna V roce 2014 ING Group prodala svou pojišťovací část, která nyní působí na trhu samostatně pod značkou NN.[13]

## Teritoriální působnost skupiny

Grafické zobrazení globální působností ING podle jednotlivých krajin. V současnosti působí korporace v celkem 41 zemích.

### Centrála ING v ČR: Praha Galerie Harfa[14]
ING Bank N.V. Českomoravská 2420/15, 190 00 Praha 9

### Globální pobočky ING
| Amerika - Argentina - Brazílie - Kanada - Mexiko - Spojené státy americké Asie - Čína - Filipíny - Indie - Indonésie | - Japonsko - Jižní Korea - Kazachstán - Malajsie - Mongolsko - Rusko - Singapur - Spojené arabské emiráty - Tchaj-wan - Thajsko - Turecko | Austrálie - Austrálie Evropa - Belgie - Bělorusko - Bulharsko - Česko - Francie - Irsko - Itálie - Lucembursko | - Maďarsko - Německo - Nizozemsko - Polsko - Rakousko - Rumunsko - Řecko - Slovensko - Španělsko - Švýcarsko - Ukrajina - Spojené království |

## Ocenění v ČR
TOP 25 Odpovědná velká firma 2019
Zaměstnavatel roku do 500 zaměstnanců (5. místo) 2019